# Sant'Eufemia d'Aspromonte
Sant'Eufemia d'Aspromonte är en ort och kommun i storstadsregionen Reggio Calabria, innan 2017 provinsen Reggio Calabria, i regionen Kalabrien i Italien. Kommunen hade 4 079 invånare (2017).